# Daniël Renger
Daniël Renger (Kameroen) is een Nederlandse voorganger binnen de pinksterbeweging.

## Loopbaan
Renger groeide op als de zoon van zendelingen. De eerste zeven jaar van zijn leven bracht hij door in Kameroen. Hij behaalde in 1995 een Master of Divinity aan het Tyndale Theological Seminary in Badhoevedorp. Van 1997 tot 2004 was hij assistent-voorganger bij pinksterkerk De Shelter in Haarlem. Daarna gaf hij drie jaar leiding aan een evangelische gemeente in Ermelo en vervolgens raakte hij als assistent-voorganger betrokken bij het Evangelisch Centrum Europoort te Rotterdam. In 2009 volgde hij daar Jan Sjoerd Pasterkamp op als eerste voorganger. Hij beëindigde zijn activiteiten daar in 2016.

### Bestuur Verenigde Pinkster- en Evangeliegemeenten
In november 2014 trad Renger aan als algemeen secretaris bij de Verenigde Pinkster- en Evangeliegemeenten (VPE). De VPE is het grootste pinksterkerkgenootschap in Nederland. Het VPE-bestuur stelde in 2016 voor dat Renger Peter Sleebos, die begin 2017 met pensioen ging, op zou volgen als voorzitter. Dit voorstel was echter omstreden omdat Renger eerder een van de initiatiefnemers was achter een discussie om een nieuw bestuursmodel in te voeren. Het bestuur van de VPE wilde dat het leiderschap van de organisatie ingericht werd op basis van de vijfvoudige bediening. De leer van de vijfvoudige bediening is gebaseerd op Efeze 4:11-12 waar gesproken wordt over de vijfvoudige bediening binnen de kerk. Er wordt daar gesproken over een bediening van apostel, profeet, evangelist, herder en leraar. Daarmee zou er meer macht komen te liggen bij het landelijk bestuur. Verschillende kerken verlieten uit protest de vereniging. Renger kreeg uiteindelijk te weinig steun van de leden. Hij stopte in 2017 als algemeen secretaris.

### House of Heroes
Renger is al langere tijd betrokken bij het werk van Mattheus van der Steen, oprichter van de organisatie TRIN en daaruit voortgekomen evangelische gemeente House of Heroes. Renger was van mei tot oktober 2017 waarnemend voorganger omdat toen Van der Steen tijdelijk terugtrad. De organisaties van Van der Steen raakte verschillende keren in opspraak, onder andere vanwege onbewezen genezingsclaims na gebed en het toedekken van seksueel misbruik. Volgens journalist Karel Smouter sprong Renger "bij elke kwestie rond de kerk als een beschermengel voor Van der Steen in de bres".

### Bijbelschool
Samen met Wouter van Twillert, voormalig directeur bij verslavingscentrum De Hoop ggz uit Dordrecht, staat Renger aan de basis van de Bijbelschool Kingdom Lifestyle. Vanaf begin 2018 kunnen studenten daar een dag onderwijs ontvangen.

## Persoonlijk
Renger heeft samen met zijn vrouw twee kinderen.